# Cantó de Nancy-Sud
El cantó de Nancy-Sud és un cantó francès del departament de Meurthe i Mosel·la, situat al districte de Nancy. Compta amb part del municipi de Nancy.

## Municipis
Comprèn part del municipi de Nancy, concretament els barris de:
- Mon Désert,
- Jeanne d'Arc,
- Croix de Bourgogne,
- Haussonville,
- Blandan,
- Donop,
- Saurupt,
- Clemenceau.

## Història
| Data d'elecció                           | Identitat            | Partit                                 | Qualitat |
| ---------------------------------------- | -------------------- | -------------------------------------- | -------- |
| 1945-1949                                | Pierre-Olivier Lapie | SFIO                                   |          |
| 1949-1961                                | M. Camal             | RPF, després RS, després divers droite |          |
| 1961-1979                                | André Eigner         | UNR, després UDR, després RPR          |          |
| 1979-2004                                | Jacques Baudot       | UDF, després UMP                       |          |
| 2004-                                    | Nicole Creusot       | PS                                     |          |
| les dades anteriors no són pas conegudes |                      |                                        |          |
|                                          |                      |                                        |          |